# Robert Howhannisjan
Robert Howhannisjan (ur. 23 marca 1991 w Erywaniu) – ormiański szachista, arcymistrz od 2010 roku.

## Kariera szachowa
W latach 2003–2011 wielokrotnie reprezentował Armenię na mistrzostwach świata i Europy juniorów w różnych kategoriach wiekowych. W latach 2008 i 2009 dwukrotnie zdobył tytuły mistrza kraju juniorów w kategorii do 18 lat. W 2009 r. zwyciężył w otwartym turnieju pamięci Tigrana Petrosjana, rozegranym w Moskwie, natomiast podczas memoriału Michaiła Czigorina w Petersburgu wypełnił pierwszą normę na tytuł arcymistrza. Dwie kolejne normy wypełnił w 2010 r. podczas indywidualnych mistrzostw Europy w Rijece. W 2011 r. zdobył w Erywaniu złoty medal indywidualnych mistrzostw Armenii, w Jarmuku podzielił II m. (za Tigranem Kotanjanem, wspólnie z m.in. Michaiłem Ułybinem i Konstantinem Szanawą) w memoriale Karena Asrjana, w Ningbo zdobył wspólnie z ormiańskimi szachistami tytuł drużynowego mistrza świata, natomiast w Madrasie – tytuł wicemistrza świata juniorów do 20 lat. W 2014 r. podzielił I m. (wspólnie z Aleksandrem Lendermanem i Ante Šariciem) w Bad Wiessee.
Najwyższy ranking w dotychczasowej karierze osiągnął 1 października 2019 r., z wynikiem 2650 punktów.